# Erico II de Mecklemburgo
Erico II, duque de Mecklemburgo (en alemán: Erich II., Herzog zu Mecklenburg; 3 de septiembre de 1483 - 21/22 de diciembre de 1508) fue duque de Mecklemburgo, un hijo de Magnus II de Mecklemburgo, y su esposa Sofía de Pomerania-Stettin.
Erico gobernó Mecklemburgo-Schwerin junto con sus hermanos Enrique V y Alberto VII y su tío Baltasar después de la muerte de su padre el 27 de diciembre de 1503. El propio Erico murió el 21 o el 22 de diciembre de 1508. Fue enterrado en la catedral en Bad Doberan. Nunca se casó y murió sin hijos.

## Nota
- Esta obra contiene una traducción  derivada de «Eric II, Duke of Mecklenburg» de Wikipedia en inglés, publicada por sus editores bajo la Licencia de documentación libre de GNU y la Licencia Creative Commons Atribución-CompartirIgual 4.0 Internacional.

| Predecesor: Baltasar y Magnus II | Duques de Mecklemburgo[-Schwerin] 1503-1508, con Alberto VII (hermano, 1503-1520), Enrique V (hermano, 1503-1520) y Baltasar (tío, 1479-1507) | Sucesor: Alberto VII y Enrique V |

- Datos: Q832954
- Multimedia: Eric II, Duke of Mecklenburg / Q832954